# Баранаускас Болесловас Антанович
Болесловас Антанович Баранаускас (5 жовтня 1902, село Вайвадішкяй Вількомирського повіту Ковенської губернії, тепер Вільнюського повіту, Литва — 2 грудня 1975, місто Вільнюс, тепер Литва) — литовський радянський діяч, голова Литовської республіканської ради профспілок, голова Верховної ради Литовської РСР. Кандидат у члени Бюро ЦК КП Литви в 1949—1958 роках. Депутат Верховної ради Литовської РСР 1—3-го скликань. Депутат Верховної Ради СРСР 3—4-го скликань.

## Життєпис
Навчався в Мітаві (Єлгаві) та Ризі.
Член Комуністичної партії Литви з 1921 року.
У 1923—1925, 1927—1935 і 1939—1940 роках перебував у литовських в'язницях за антидержавну комуністичну діяльність. Після окупації Прибалтики військами СРСР вийшов з в'язниці, в липні 1940 року вибраний до Народного Сейму Литви.
25 серпня 1940 — 26 квітня 1951 року — голова Верховної ради Литовської РСР.
З 1940 по 1941 рік очолював органи державної безпеки (НКВС) в окрузі Шяуляй, був заступником народного комісара державної безпеки Литовської РСР. Один із організаторів репресій та виселення литовців.
У червні 1941 року евакуювався до східних районів СРСР. У 1942 році навчався і викладав у московській вищій школі НКВС СРСР. Організував радянський партизанський рух у Литві, у 1942—1944 роках — начальник розвідувально-інформаційного відділу Штабу партизанського руху Литви.
У 1944—1945 роках — завідувач сільськогосподарського відділу ЦК КП(б) Литви і голова республіканської сільськогосподарської комісії.
У 1945—1958 роках — голова Литовської республіканської ради профспілок.
З 1958 року — редактор, начальник видання архівних документів архіву Академії наук Литовської РСР.
Помер 2 грудня 1975 року в місті Вільнюсі.

## Нагороди
- орден Жовтневої Революції
- орден Вітчизняної війни ІІ ст.
- два ордени Трудового Червоного Прапора (1950, 1958)
- орден Червоної Зірки
- орден «Знак Пошани» (1965)
- медалі